# Ik, Duisternis
Ik, Duisternis is een fantasy/horror-boek van de Britse schrijfster Tanith Lee. Het is het afsluitende derde deel van De Opera van het Bloed.

## Verhaal
De strijd om de macht in de Scarabae-familie wordt met alle middelen gevochten. De oorsprong van de familie in het oude Egypte begint Rachaela duidelijk te worden, evenals de reden van de onderlinge haat. Maar ze bevindt zich zelf midden in deze machtsstrijd, die zich zowel in Engeland als in de Amsterdamse grachtengordel afspeelt.

## De Opera van het Bloed
- 1992  De Dans van de Scarabae (Dark Dance)
- 1993  Het Bloed van de Scarabae (Personal Darkness)
- 1994  Ik, Duisternis (Darkness, I)